# Warooka
Warooka är en ort i Australien. Den ligger i regionen Yorke Peninsula och delstaten South Australia, omkring 110 kilometer väster om delstatshuvudstaden Adelaide.
Trakten runt Warooka är nära nog obefolkad, med mindre än två invånare per kvadratkilometer.. Närmaste större samhälle är Yorketown, omkring 19 kilometer öster om Warooka. 
Trakten runt Warooka består till största delen av jordbruksmark. Genomsnittlig årsnederbörd är 719 millimeter. Den regnigaste månaden är juni, med i genomsnitt 136 mm nederbörd, och den torraste är januari, med 20 mm nederbörd.